# Halectinosoma inhacae
Halectinosoma inhacae är en kräftdjursart som beskrevs av Wells 1967. Halectinosoma inhacae ingår i släktet Halectinosoma och familjen Ectinosomatidae. Inga underarter finns listade i Catalogue of Life.